# بينتون (كامبريدجشير)
بينتون (بالإنجليزية: Bainton, Cambridgeshire)‏ هي قرية و أبرشية مدنية تقع في المملكة المتحدة في إنجلترا. يقدر عدد سكانها بـ 305 نسمة .